# Tretjärnarna (Los socken, Hälsingland)
Tretjärnarna är en sjö i Ljusdals kommun i Hälsingland och ingår i Ljusnans huvudavrinningsområde.